# Legacies for Our Grandchildren: Live in Hollywood 1995
Legacies for Our Grandchildren: Live in Hollywood 1995 ist ein Jazzalbum des Horace Tapscott Quintet. Die 1995 im Catalina Bar & Grill, Los Angeles, entstandenen Aufnahmen erschienen am 17. Juni 2022 auf Dark Tree Records.

## Hintergrund
Seit seiner Gründung im Jahr 2011 veröffentlicht das französische Plattenlabel Dark Tree eine „Roots Series“, die bisher unveröffentlichte Auftritte der Jazz-Avantgarde aus Los Angeles von den 1970er- bis in die 1990er-Jahre dokumentiert, wie No U Turn: Live in Pasadena, 1975 des Quintetts von Bobby Bradford und John Carter, des Weiteren Aufnahmen von Vinny Golia und Roberto Mirandas Home Music Ensemble. Zu den herausragendsten dieser Veröffentlichungen gehörten mehrere Alben des Pan Afrikan Peoples Arkestra unter Leitung des Pianisten und Komponisten Horace Tapscott [Why Don’t You Listen? Live at LACMA, 1998 (2019) und Ancestral Echoes: The Covina Sessions, 1976, 2020], meinte Karl Ackermann. Tapscott, der in South Central LA tätig war, begann 1961 damit, ein großes Musikerkollektiv aufzubauen, und aus dieser Gemeinschaft stellte er verschiedene Gruppen für Projekte zusammen, neben dem Arkestra auch ein Sextett und ein Quintett.
Legacies for Our Grandchildren: Live in Hollywood 1995 ist eines von nur zwei Alben des Quintetts unter der Leitung des Pianisten. Tapscott arbeitete oft mit wechselnden Musikern; einige etabliert (wie Arthur Blythe, Red Callender oder Sabir Mateen), andere lokale Talente wie die Pianistin Linda Hill. In seinen größeren Ensembleaufnahmen gibt es häufig unbekannte Spieler, die nicht in der Besetzungsliste aufgeführt sind. Das Legacies-Album umfasst den Holzbläser Michael Session aus dem größeren Ensemble, den Bassisten Roberto Miranda von Tapscotts Sextett und den Posaunisten Thurman Green, der auch häufig in Gerald Wilsons Orchester gespielt hat.
Die Musik des Albums wurde aus Mitschnitten von zwei Auftritten im Veranstaltungsort Catalina Bar & Grill (1640 N Cahuenga Blvd) nahe am Sunset Boulevard ausgewählt; sie endet mit „Little Africa“, geschrieben von der gelegentlichen Arkestra-Pianistin Linda Hill und zuvor von dieser Gruppe und von Trible aufgenommen. Gastsolist in „Motherless Child“, „Close to Freedom“ und „Little Africa“ ist der Sänger Dwight Trible.

## Titelliste
- Horace Tapscott Quintet: Legacies for Our Grandchildren: Live in Hollywood 1995 (DARK TREE – Roots Series DT(RS)16)[3]

1. Ballad for Deadwood Dick (Horace Tapscott) 14:59
2. Motherless Child (Traditional) 12:50
3. Breakfast at Bongo’s (Horace Tapscott) 17:06
4. Close to Freedom (Carmel Crunk) 8:23
5. The Theme (Miles Davis) 5:35
6. Little Africa (Linda Hill) 8:58

„Ballad for Deadwood Dick“, „Breakfast at Bongo’s“ und „Close to Freedom“ wurden am Dienstag, den 19. Dezember 1995 aufgenommen, „Motherless Child“, „The Theme“ und „Little Africa“ am Mittwoch, den 20. Dezember 1995.

## Rezeption
Nach Ansicht von Karl Ackermann, der das Album in All About Jazz rezensierte, ist das straffere, fokussiertere Quintettformat ein Setting, in dem Tapscott und seine Band individueller wahrgenommen werden könne. Aber die theatralische Anmutung seiner Live-Auftritte mit dem Arkestra würde in „Motherless Child“ mit einem dramatischen Gesangsbeitrag von Dwight Trible zum Vorschein kommen. Tapscotts Komposition „Breakfast at Bongo’s“ sei mehr als 17 Minuten glühender Swing, bei dem der Tenorsaxophonist Michael Session die Bühne zum Beben bringe. Beeindruckende Soli vom Bandleader und von Schlagzeuger Fritz Wise würden das Stück zurück zu einem voll klingenden Abschluss lenken. „The Theme“ sei eine enthusiastisch freie Improvisation, die von einem Piano- und Schlagzeugduo dominiert werde. „Ballad for Deadwood Dick“ und „Breakfast at Bongo's“ machen mehr als eine halbe Stunde explosiv guten Jazz aus.